# Mevlüt Çavuşoğlu
Mevlüt Çavuşoğlu (ur. 1968 w Alanyi) – turecki polityk, w latach 2014–2015 oraz od listopada 2015 minister spraw zagranicznych.